# LaVerendrye Provincial Park
LaVerendrye Provincial Park är en park i Kanada.   Den ligger i provinsen Ontario, i den sydöstra delen av landet, 1 200 km väster om huvudstaden Ottawa. LaVerendrye Provincial Park ligger 577 meter över havet. Den ligger vid sjön Baker Lake.
Terrängen runt LaVerendrye Provincial Park är huvudsakligen platt. LaVerendrye Provincial Park ligger uppe på en höjd. Trakten runt LaVerendrye Provincial Park är nära nog obefolkad, med mindre än två invånare per kvadratkilometer.. Det finns inga samhällen i närheten. 
I omgivningarna runt LaVerendrye Provincial Park växer i huvudsak blandskog.